# Estanyols de la vall de Sant Miquel de Campmajor
Els Estanyols de la Vall de Sant Miquel de Campmajor són un sistema llacunar de més de 30 estanyols d'origen càrstic del municipi del Pla de l'Estany. La principal característica de la vall de Sant Miquel de Campmajor és la creació d'estanys per la circulació de l'aigua del subsòl en aqüífer confinat que va dissolent els guixos, els quals es van carstificant. Amb el temps augmenten les cavitats i es produeixen grans bosses ocupades per l'aigua. Aquestes cavitats, en època de sequera, poden tenir un nivell molt baix d'aigua. En faltar la pressió de l'aigua, les parets de les cavitats col·lapsen formant-se estanyols circulars o subcirculars.
La formació d'estanyols determina uns processos de colonització biològica que tenen un interès cabdal per entendre els fenòmens de successió primària en ecosistemes aquàtics. En formar-se l'estany, s'aporta aigua fortament mineralitzada i una gran quantitat de matèria orgànica, que li donen unes característiques eutròfiques. La respiració dels sers vius accelera la formació d'un medi anòxic reductor, molt favorable a processos microbians. Tot plegat condiciona uns estanyols amb un predomini de les espècies procariotes enfront de les eucariotes. El gradient hídric que es configura al voltant dels estanyols tendeix a crear comunitats helofítiques amb predomini de la boga (Typha) i el canyís (Phragmites), que posteriorment donen pas al vern (Alnus glutinosa).
Pel que fa a la fauna, la reduïda extensió dels estanyols no permet la presència d'un gran nombre d'espècies ni de poblacions grans. S'hi troben les espècies d'aus més habituals a les zones humides, com la polla d'aigua o gallineta (Gallinula chloropus), i amfibis com la salamandra, la reineta, la granoteta de punts, el gripau corredor, la granota comuna i el tòtil. També diversos macroinvertebrats aquàtics.
Els principals impactes negatius sobre aquests espais són el taponament dels estanyols per tal de no perdre superfície cultivable, l'eutrofització de les aigües i la presència de deixalles en alguns d'ells.
De tots els Estanyols de la Vall, els més coneguts són:
- Estanyol Petit
- Estany de can Coromina
- Estanyol d'en Rovira
- Estanyol de can Barraca
- Estanyol de les Tres Creus
- Estanyol Negre
- Estanyol de la Balca
- Estanyol del Racó
- Estanyol Blau
- Estanyol de la Guàrdia